# Меровінзька карта
У бібліотеці міста Альба, в Лангедоку (фр. Languedoc), зберігається найраніша mappa mundi, якій пощастило зберегтись в часи Середньовіччя. Знахідка одержала назву Альбі, або Меровінзька карта. Її було знайдено в рукописі VIII ст.; розміри 29 x 23 см і було ілюстровану Юліусом Гонорієм (англ. Julius Honorius) і Оросом (англ. Orosius). Географічний зміст простий, виконаний з вигадкою і являє собою лише начерк світу. Деякі з найбільш очевидних спотворень включають Юдею, яка виявляється на півдні Середземномор'я, Антиохія на південний схід від Єрусалиму, Крит на півночі Кіпру, Сардинія на півночі Корсики, і Ганг на півдні Африки. Крім того, зефір (західний вітер) перетворюється на південно-західний; Каспійське море відображається як таке, що виходить з Північного океану; Сицилія різко чотирикутна; Велика Британія дорівнює за розмірами Корсиці, і знаходиться недалеко від північно-західного узбережжя Іспанії. Іспанія і Франція разом утворюють єдиний півострів. Червоне море, Перська затока, Чорне море і Каспійське море (все пофарбовано в зелений колір як Рейн, Рона, Ніл і ін.) поставлено паралельно із загальним напрямом з півночі на південь; Червоне море і Перська затока розташовані точно навпроти Чорного (англ. Euxine і Каспійського морів.
Залюднений світ зображується довгастим, заокругленим по кутах, в оточенні океану. Карту, в основному, приурочено середземноморським землям, або площі «Старої Імперії», а Азію віднесено на край землі, на схід від Середземного моря. Індія, Медія і Вавилон всі разом розташовані вздовж східного кордону карти, де Тигр (річка) і англ. Phison (Ганг?) знаходяться в Східному раю (англ. Oriental Paradise, що точно не показано. Ніл приєднано до Червоного і Середземного моря; ору Синай позначено величезним трикутником, а всі люди Північної Європи включені в Готію (англ. Gothia.
Проте, відносно погана, хоча і наукова, карта Альбі, в її нинішньому вигляді, є гідною роботою з часів Карла Мартелла (англ. Charles Martel бл. 730 р. н. е.), і, відповідно, є однією з найстаріших географічних пам'яток Західної Європи в середні століття.

## Ресурси Інтернету
- Зображення карти